# Michael Caborn-Waterfield
Michael George Kimberly Caborn-Waterfield (Richmond, 1 de janeiro de 1930 — 4 de maio de 2016), também conhecido como Dandy Kim, foi um ator, empresário e socialite inglês.

## Vida pessoal
É filho de Vivian Conrad com George Colnaghi Caborn-Waterfield, um piloto da Fleet Air Arm que morreu em 1944.
Ele era conhecido nas colunas de fofoca da Inglaterra durante os anos 50 e 60. Waterfield tornou-se conhecido por namorar diversas mulheres famosas. Entre elas, estão Diana Dors, Samantha Eggar, Pamela Harriman, Angela Pringle, Barbara Warner e Annice Summers. Seu relacionamento com Dors durou dois anos, e logo em seguida ele casou-se com Dennis Hamilton. Também foi casado com Penny Brahms, com quem teve uma filha, Campbell. Ambos se divorciaram. Também organizava grandes festas, que eram frequentadas por pessoas como Lorde Lucan e Stephen Ward. Ganhou seu apelido por vestir-se de maneira elegante. Em 2013, Waterfield processou os irmãos Gold na Alta Corte de Justiça em £ 500.000 pela biografia de Jacqueline Gold, Please Let it Stop (2008), afirmar que ele teve um caso com a Princesa Margarida, que tinha o hábito de estacionar seu helicóptero ilegalmente na Hyde Park.
Jeremy Scott o descreveu em sua biografia Fast and Louche: Confessions of a Sinner (2002) como "um homem divertido e bonito" que "parecia não levar nada a sério, nem ele mesmo. Mas ele compartilhava a reputação com Lorde Byron de ser uma pessoa perigosa de se conhecer". Já Penny Brahms o chamou de chauvinista, e que ele "achava as mulheres muito bonitas [...] Ele realmente não achava que elas tivessem um cérebro".

## Biografia

### Infância e juventude
De acordo com Waterfield, aos 16 anos, fugiu do Cranleigh School para se tornar um jóquei, mas o diretor afirma que ele foi expulso por roubo.
Em seguida, tornou-se ator e aos 24 fez fortuna com negóciação de náilon no mercado negro. Na época, era famoso por ter diversos seguranças do teatro West End trabalhando para ele, e era dono de dois carros e tinha um apartamento na St John's Wood.

### Roubo e prisão
Em 1956, Waterfield foi condenado em abstinência a quatro anos de cadeia por uma corte francesa por ter roubado £ 23.000 em francos de Jack Warner. Barbara, filha de Jack e ex-namorada de Waterfield, afirmou que foi chantageada a revelar a localização e entregar a chave do cofre, caso contrário ele revelaria "coisas que aconteceram no ano passado". Ele foi eventualmente preso na Inglaterra extraditado para a França, mas passou apenas 16 meses na cadeia por ter sido ajudado pelo advogado do Jack Warner. Há rumores de que Waterfield tinha documentos comprometedores em sua posse sobre Jack e estava prestes a revelá-los. Após solto, as ordens para que ele repagasse a quantia roubada foram canceladas. Após sua soltura, Waterfield contrabandeou armas para Fulgencio Batista em Cuba, criou uma escola de esqui aquático em Tangiers e se envolveu com os irmãos Kray. 

### Ann Summers
Em 1970, fundou a sex shop Ann Summers. A  ideia surgiu quando o advogado Lorde Goodman comentou que ficou impressionado com o manual sexual que Waterfield publicou sob o pseudônimo de Terence Hendrickson e perguntou se "era possível fazer o mesmo com bens destinados ao mercado feminino". A loja foi baseada no Instituto de Higiene Conjulgal, uma sex shop criada em 1962 na Alemanha por Beate Uhse-Rotermund. Waterfield teve acesso às fábricas da sex shop ao fingir que era um jornalista. A empresa foi batizada em homenagem a Annice Goodwin, sua então secretária e ex-namorada. Waterfield não queria usar seu próprio nome por estar sujo e achar que por ser um homem, isto impactaria os negócios. Annice aceitou ganhar £ 10.000 ao ano e adotasse o sobrenome de seu padastro, Summers, por Waterfield pensar que lembraria uma rosa.
Inicialmente, a loja vendia bonecas infláveis e loções para massagem, e faturou £ 5.000. O sucesso fez com que outra loja fosse aberta em Bristol, mas devido a problemas de gestão de Waterfield e a saída de Annice da empresa por alegar que não recebeu a quantia prometida e por não querer seu nome relacionado a mais produtos sexuais, a loja passou por dificuldades. David e Ralph Gold, para quem Waterfield devia dinheiro por encomenda de revistas, compraram a loja em 1972.

### Fim de vida
Em 2000, Waterfield mudou-se para a Austrália.
Morreu em 4 de maio de 2016.